# Głęboka Jama
Głęboka Jama – geologiczny twór przyrody, w południowo-zachodniej Polsce w Sudetach Wschodnich, w Masywie Śnieżnika.

## Położenie
Głęboka Jama, położona jest w Sudetach Wschodnich, na terenie Śnieżnickiego Parku Krajobrazowego  w środkowo-wschodniej części Masywu Śnieżnika, około 1,6 km., na południowy wschód od Śnieżnika, po wschodniej stronie od wzniesienia Sadzonki.

## Charakterystyka
Głęboka dolina erozyjna położona na poziomie 800–1000 m n.p.m., wcinająca się w północno-wschodnie zbocze wzniesienia Sadzonki, zwanego "Mokry Grzbiet" zbudowane z gnejsowych skał, metamorfiku Lądka i Śnieżnika. Oś Jamy rozciąga się na kierunku NE-SW między Piernikarską Grzędą położoną po północnej stronie i Granicznym Stokiem po południowej stronie. Jama stanowi naturalne obniżenie zbocza, powstałe w okresie ostatniego zlodowacenia. Stoki Jamy porośnięte są rzadkim dolnoreglowym lasem świerkowym z domieszką buka, jodły, sosny. Las w latach 80. XX w. podczas klęski ekologicznej został częściowo zniszczony. Doliną płynie bezimienny górski potok dopływ Kamienicy, którego źródła położone są poniżej granicy państwowej, w okolicy Przełęczy czes Stříbrnicke sedlo na wysokości 1190 m n.p.m.

## Inne
Głęboka Jama stanowi ostoję kozicy i salamandry plamistej.

## Turystyka
Dolną częścią Jamy prowadzi szlak turystyczny
- – prowadzący doliną Kamienicy z Bolesławowa  przez Kamienice do przełęczy Głęboka Jama (Siodło Martina)[3].

Nad doliną po południowej stronie Granicznym Stokiem wzdłuż granicy prowadzi szlak
- z Bielic na Śnieżnik[1].